# Seleção Aragonesa de Futebol
A Seleção Aragonesa de Futebol representa Aragão, Espanha. A Seleção Aragonesa não é reconhecida pela FIFA e UEFA, assim, só podendo jogar partidas amistosas a nível internacional.

## Jogos internacionais da seleção
| Data                   | Local     | Seleção da casa       | Oponente        | Resultado |
| ---------------------- | --------- | --------------------- | --------------- | --------- |
| 28 de Dezembro de 2006 | Zaragoza  | Aragão                | Chile           | 1-0       |
| 1 de Junho de 2002     | Zaragoza  | Aragão                | Castela e Leão  | 3-0       |
| 19 de Maio de 1998     | Soria     | Castela e Leão        | Aragão          | 1-1       |
| 11 de Junho de 1950    | Zaragoza  | Aragão                | Basses-Pyrénées | 6-0       |
| 21 de Maio de 1950     | Pau       | Basses-Pyrénées       | Aragão          | 4-4       |
| 22 de Junho de 1930    | Zaragoza  | Aragão                | Catalunha       | 3-1       |
| 21 de Abril de 1924    | Zaragoza  | Aragão                | Cantábria       | 2-1       |
| 20 de Abril de 1924    | Zaragoza  | Aragão                | Cantábria       | 2-0       |
| 9 de Março de 1924     | Santander | Cantábria             | Aragão          | 3-0       |
| 1918                   | Valencia  | Comunidade Valenciana | Aragão          | 3-0       |
| 1918                   | Valencia  | Comunidade Valenciana | Aragão          | 5-0       |